# فرنسيس هور
فرنسيس هور (بالإنجليزية: Frederick Hoare)‏ هو ضابط جنوب أفريقي، ولد في 1879، وتوفي في 1959.